# 5426 Sharp
Az 5426 Sharp (ideiglenes jelöléssel 1985 DD) egy kisbolygó a Naprendszerben. Carolyn Shoemaker fedezte fel 1985. február 16-án.